# كارلوس قوينتنيلا
كارلوس قوينتنيلا (بالإسبانية: Carlos Quintanilla Quiroga)‏ (و. 1888 – 1964 م) هو دبلوماسي من بوليفيا . ولد في كوتشابامبا .تولى منصب رئيس بوليفيا .
توفي في كوتشابامبا .